# Мегабад
Мегабад (перс. مهاباد — Mahâbâd, курд. مەھاباد — Mehabad, азерб. Məhəbad) — місто в Ірані в провінції Західний Азербайджан, адміністративний центр шахрестану Мегабад, що вважається столицею Іранського Курдистану.

## Історія
На початку I тис. до н. е. район Мегабад був центром царства Манна. Потім був частиною Мідії. В околицях міста збереглися також вирубані в скелях гробниці і інші пам'ятники епохи Сасанідів. Саме місто до XX століття носило ім'я Союгбулаг. Місто було засноване в XVI столітті лідером курдського племені мукрі Будак-Султаном, що встановив в Саблакі свою резиденцію; князівство мукрі проіснувало до середини XIX століття, і з тих пір район відомий у курдів як «Мукрінський Курдистан».
У 1609–1610 рр.. район став ареною боротьби мукрінців, під проводом «Золоторукого хана», проти шаха Аббаса I — події, оспівані в курдському епосі «Фортеця Дим-Дим». Після перемоги шах Аббас піддав район розгрому і виселив багатьох мукрінців в Хорасан.
Наприкінці 1912 року Соуджбулак був окупований росіянами і, при номінальному збереженні суверенітету шаха і влади місцевого губернатора, фактичною владою в місті став російський віце-консул. Під час Першої світової війни його кілька разів завойовували то російські війська, то турки; ці роки залишилися в пам'яті населення як час страшного лиха.
У 1935 р. місто було зруйноване повінню, відбудовано заново і отримло нинішнє ім'я.
У 1941 р. окупований Червоною Армією, але незабаром залишений, так що Мукрінський Курдистан виявився нейтральною територією між радянською та англійської зонами окупації. У 1946 р. столиця Мегабадської Республіки. Під час іранської революції 1979 р. контролювався Демократичною партією Іранського Курдистану;
3 вересня 1979 року був підданий бомбардуванню і з боєм захоплений «Правоохоронцями ісламської революції».
Влітку 2005 року Мегабад став ареною нових курдських хвилювань. У місті був убитий (за офіційною версією при спробі до втечі під час арешту) молодий курдський активіст Шван Кадер, якого вважали одним з організаторів демонстрацій; його тіло прив'язали до військового вантажівці і проволокли через все місто. Відповіддю курдів було масове повстання (26 липня, охопило не тільки Мегабад, а й ще 10 міст; державні установи були розгромлені. В область було введено до 100 тис. солдатів, оголошено надзвичайний стан і комендантську годину. У жовтні відбулися нові демонстрації і зіткнення з поліцією, приводом до яких став смертний вирок двом молодим курдам, звинуваченим у вбивстві поліцейського офіцера.

## Загальні відомості

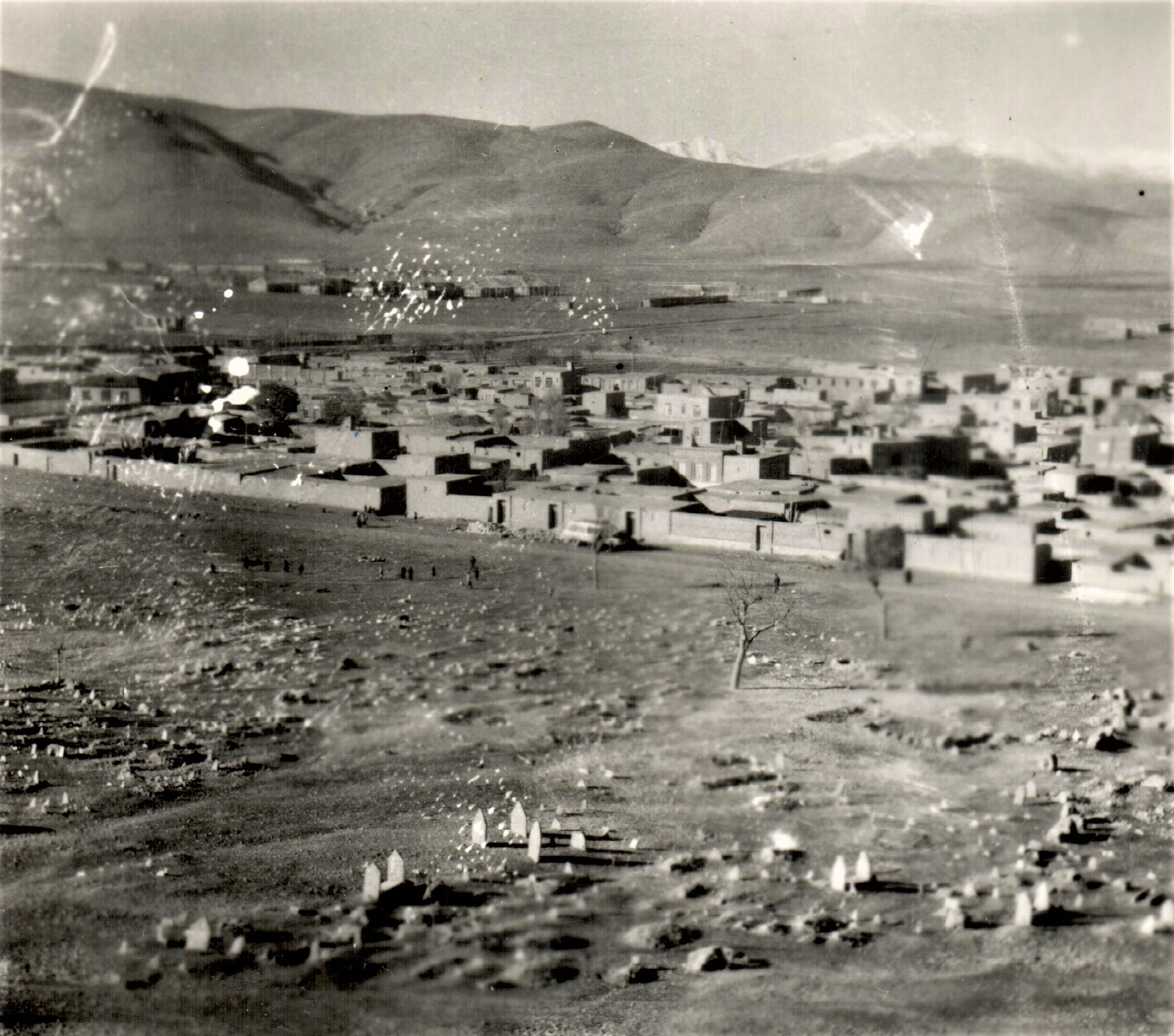
Мегабад (1959)

Населення 162 тис. чол. Аеропорт, університет («Мегабадський ісламський університет»). Місто знаходиться на висоті 1300 метрів і відоме своїм здоровим помірним кліматом і лікувальними мінеральними джерелами.
Мегабад — культурний центр Іранського Курдистану. Говір Мегабаду, що відноситься до діалекту сорані, є літературною мовою іранських курдів. У Мегабаді народилися і писали такі відомі серед курдів поети, як Амін (Саїд Мухаммед Амін Шейхо-аль-Іслам Мукрі, 1920–1986), Хажар (Абдуррахман Шарафкан, 1920–1990) та інші.

## Клімат
Місто знаходиться у зоні, котра характеризується середземноморським кліматом. Найтепліший місяць — липень із середньою температурою 25.2 °C (77.4 °F). Найхолодніший місяць — січень, із середньою температурою -2.5 °С (27.5 °F).
| Клімат Мегабада         | Клімат Мегабада | Клімат Мегабада | Клімат Мегабада | Клімат Мегабада | Клімат Мегабада | Клімат Мегабада | Клімат Мегабада | Клімат Мегабада | Клімат Мегабада | Клімат Мегабада | Клімат Мегабада | Клімат Мегабада | Клімат Мегабада |
| Показник                | Січ.            | Лют.            | Бер.            | Квіт.           | Трав.           | Черв.           | Лип.            | Серп.           | Вер.            | Жовт.           | Лист.           | Груд.           | Рік             |
| Середній максимум, °C   | 1,7             | 3,9             | 9,9             | 16,2            | 22,5            | 28,4            | 32,7            | 32,3            | 28,1            | 20,4            | 12,5            | 5,2             | 17,8            |
| Середня температура, °C | −2,5            | −0,4            | 4,9             | 10,5            | 15,9            | 20,9            | 25,2            | 24,6            | 20,6            | 13,9            | 7               | 0,9             | 11,8            |
| Середній мінімум, °C    | −7,7            | −6,1            | −0,9            | 4,3             | 8,7             | 12,4            | 16,5            | 16              | 11,3            | 6,4             | 0,8             | −4,2            | 4,8             |
| Норма опадів, мм        | 43.5            | 46              | 68.2            | 67.8            | 44.9            | 10.8            | 3.1             | 2.1             | 1.8             | 27.3            | 41.7            | 43.6            | 400.8           |
| Днів з опадами          | 10,8            | 10,6            | 12,4            | 12,7            | 10,7            | 3,9             | 1,7             | 1,4             | 1,7             | 7,3             | 7,5             | 9,5             | 90,2            |
| Вологість повітря, %    | 74.3            | 72.1            | 64.1            | 57.8            | 50.9            | 39.9            | 35.8            | 35.9            | 37              | 50.4            | 64              | 72.4            | 54.6            |
| ----------------------- | --------------- | --------------- | --------------- | --------------- | --------------- | --------------- | --------------- | --------------- | --------------- | --------------- | --------------- | --------------- | --------------- |
| Джерело: Weatherbase    |                 |                 |                 |                 |                 |                 |                 |                 |                 |                 |                 |                 |                 |